# .lb
.lb és el domini de primer nivell territorial (ccTLD) del Líban.
Les regles de registre oficials diuen que cal tenir un certificat de marca registrada libanès per al nom exacte que es registra (sense comptar els sufixos de primer i segon nivell on es registra) i que el propietari de la marca registrada ha de ser una entitat libanesa.
Qui registra a cadascun dels subdominis (.com.lb, .edu.lb, etc.) ha de poder mostrar qualificacions que indiquin que són una entitat apropiada per a registrar-se en aquell subdomini. A més, els noms registrats han de ser únics dins de tot el domini .lb (per exemple, exemple.com.lb i exemple.org.lb no podrien estar registrats alhora) perquè el registre vol mantenir oberta la possibilitat d'anul·lar el requeriment del registre al tercer nivell, i moure tots els noms al nivell dos.

## Dominis de segon nivell
- com.lb - comercial
- edu.lb - educatiu
- gov.lb - govern
- net.lb - infraestructura de xarxa
- org.lb - organitzacions